# Maledetto labirinto
Maledetto labirinto è il quinto singolo estratto dall'ottavo album di Elisa, L'anima vola.
Il brano è scritto e arrangiato dalla stessa cantautrice.
Elisa ha parlato di Maledetto Labirinto come di "una dichiarazione di indipendenza e allo stesso tempo di un profondo sentimento di affetto. Che, dichiarato il tutto, lascia all'altro la scelta, il passo da compiere per ricostruire".